# Nina Kostroff Noble
Nina Kostroff Noble est une productrice de télévision américaine. 

## Jeunesse
Nina Noble est la fille de Pat Curtice qui a travaillé comme assistant réalisateur pour des publicités et de Larry Kostroff,, qui a travaillé dans l'industrie cinématographique à divers postes, y compris en tant que producteur de films comme Le cœur est un chasseur solitaire. Le frère de Noble, Michael Kostroff, joue l'avocat de la défense Maurice Levy dans Sur écoute,. Noble dit qu'elle a passé son enfance et grandi sur des plateaux de cinéma. 
Elle est diplômée en sociologie. 

## Carrière

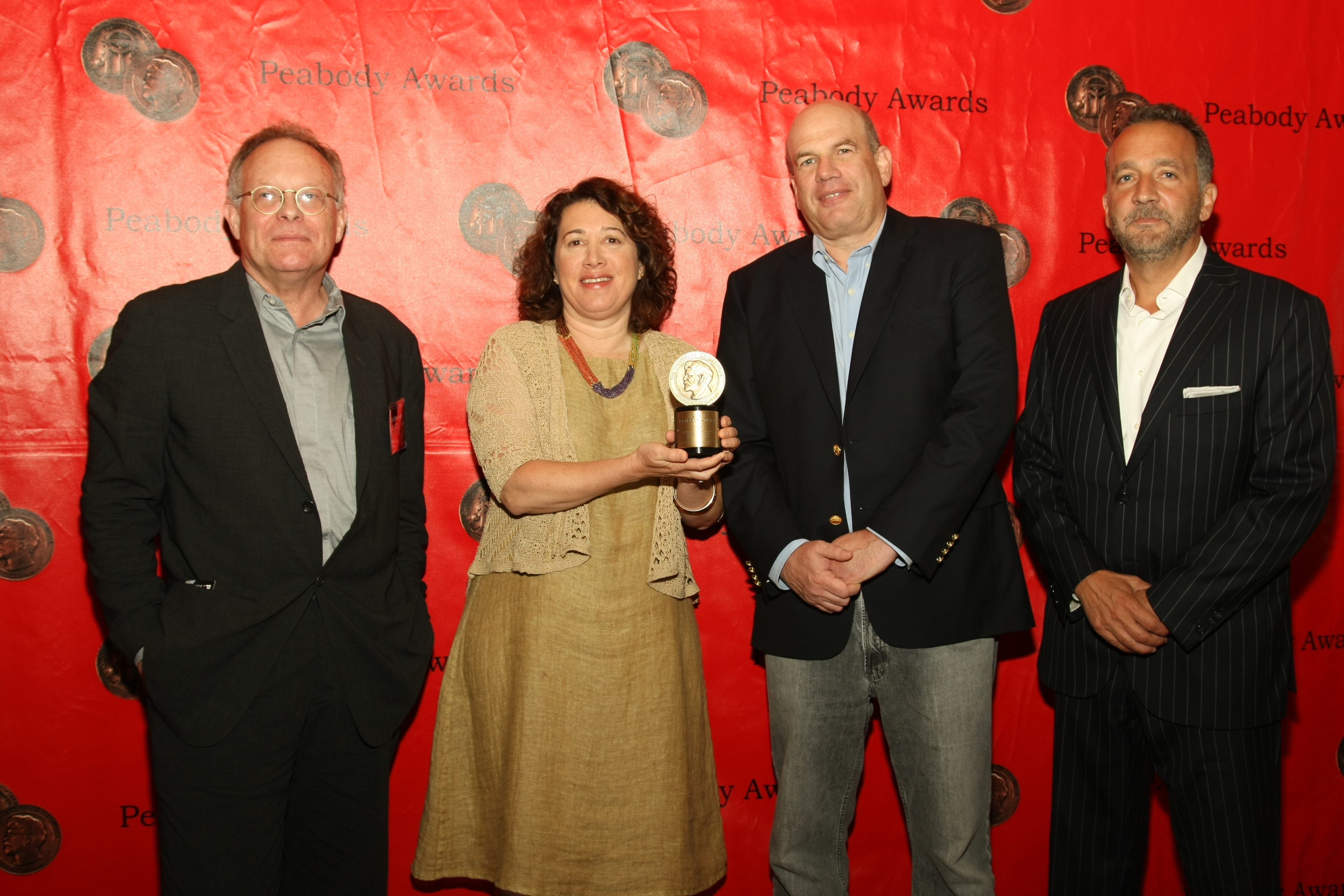
Eric Overmyer, Nina K. Noble, David Simon et George Pelecanos avec leur prix Peabody en 2012.

Avant de commencer à la télévision, elle a beaucoup travaillé dans le cinéma. Au départ, elle était assistante de production, puis est devenue deuxième assistante réalisatrice après avoir rejoint la Directors Guild of America en 1984. Elle a travaillé comme assistante réalisatrice indépendante pendant dix ans et a travaillé avec plusieurs cinéastes notables, dont Alan Parker, Paul Mazursky, Ron Shelton, Stephen Frears, Paul Verhoeven et Ivan Reitman. 
En 1995, Noble commence à produire et à gérer des projets de télévision pour Barry Levinson et Tom Fontana. Ils la présentent à l'écrivain David Simon en 1999 alors qu'il développait son livre The Corner: A Year in the Life of Inner-City Neighborhood pour le réseau HBO. Elle collabore avec Simon et Robert F. Colesberry pour produire The Corner, lauréat d'un prix Emmy. 
Noble poursuit sa collaboration avec Simon et Colesberry sur leur prochain projet Sur écoute. Elle est impliquée dès le début et est créditée en tant que productrice pour la première saison,,. Elle conserve son rôle pour la deuxième saison de l'émission et son crédit est amélioré en co-productrice exécutive. Pour la troisième et la quatrième saison, elle a été reconnue comme productrice exécutive aux côtés de Simon,. Elle conserve ce rôle pour la cinquième et dernière saison. 
Noble a ainsi produit les quatre séries HBO de Simon. Simon déclare : «Ma crédibilité repose sur le fait de travailler avec Nina (...), elle nous oblige à respecter notre budget tout le temps. Demandez à HBO combien d'émissions dont le budget est respecté". 
Noble produit la mini-série de David Simon, Show Me a Hero, d'après le livre de Lisa Belkin. 

## Vie privée
Noble est mariée à David Noble. Elle a deux fils, Nick et Jason. 